# Čaka
Čáka  (beseda izvira iz madžarščine) je sprva polsteno, kasneje pa usnjeno pokrivalo madžarske vojske, ki so ga v prvi polovici 19. stoletja nosili namesto dvorogeljnika.
Zgornji del je okrogel in ploščat. 
Občasno so ga uporabljale tudi druge oborožene sile in predvsem policije.
Čaka je tudi iz papirja narejeno pokrivalo.